# Пантелич, Драган
Дра́ган Па́нтелич (серб. Драган Пантелић; 9 декабря 1951, Лешница, ФНРЮ — 20 октября 2021) — югославский футболист, вратарь.

## Биография
Большую часть игровой карьеры играл за «Раднички» из Ниша, которые особых успехов не добивались. Ни в «Партизан», ни в «Црвену Звезду» Пантелич так и не перешёл.
В 1981 году Драган перешёл в «Бордо». В нём он заиграл настолько успешно, что сезон 1981/82 официальный сайт «Бордо» назвал «годом Пантелича». Но в 1982 году произошёл непонятный инцидент. В одном из матчей кто-то остался недоволен решением бокового арбитра и пнул его. Лайнсмен обернулся и увидел Пантелича. Доподлинно неизвестно, кто всё-таки ударил судью, но Пантелич получил год дисквалификации. Игроки активно протестовали и даже вышли на один из матчей без вратаря. Пантелич вернулся в Югославию, где и доигрывал.
После окончания игровой карьеры Пантелич работал в «Радничках», в администрации Ниша, был депутатом сербского парламента. Изредка комментировал матчи на сербском телевидении.

## Игры за сборную
За сборную Югославии Пантелич играл на двух крупных турнирах — Олимпиаде-1980 и ЧМ-1982. На чемпионате 1982 года Драган отбил пенальти, но судья решил перебить. После чемпионата карьера Пантелича в сборной завершилась.